# Kathleen Rose Perkins
Kathleen Rose Perkins, född 15 november 1974 i New Baltimore, Michigan, är en amerikansk skådespelare.
Perkins har bland annat medverkat i TV-serierna Big Shot och Dr Doogie Kamealoha. Hon har även medverkat i filmen Gone Girl.

## Filmografi (i urval)
- 2012 – The Pact
- 2014 – Gone Girl
- 2021 – Big Shot (TV-serie)
- 2021–2023 – Dr Doogie Kamealoha (TV-serie)